# Сельцо (город)
Сельцо́ — город областного подчинения (с 1990 года) в Брянской области России. Образует городской округ город Сельцо.
Население — 15 906 чел. (2021)
Станция Сельцо Брянского отделения Московской железной дороги.

## История
Основан в 1876 году в связи со строительством Риго-Орловской железной дороги (построен вокзал Сельцо-Городцы). Первыми промышленными предприятиями в Сельцо стали лесопильные заводы Кучкина, Дрейщева, Китаева. С 1886 по 1914 год в Сельцо действовал небольшой металлургический завод Губонинский, состоящий из литейной мастерской и кузницы. В начале XX века в Сельцо действовали две ветряные и одна паровая мельницы, 10 лесопильных заводов, мыловаренные заводы. В 1905 году для предупреждения беспорядков и правонарушений в Сельцо был учрежден жандармский пост.
Советская власть установлена в ноябре 1917 года. В 1918 году созданы комитет бедноты и комсомольская организация. В 1924 году в Сельцо было построено первое здание начальной школы. В 1927 году все купеческие предприятия были конфискованы. В 1929 году был заложен лесопильный завод и Утилькомбинат. Поселок Сельцо стал быстро расти. Из деревень переселялись крестьяне, недовольные сплошной коллективизацией. В 1935 году в лесу, в двух километрах от Сельцо, был заложен большой завод оборонного значения. Для размещения квалифицированных рабочих, инженерно-технических работников и служащих создавались целые микрорайоны жилых домов: «Первый участок», «Второй участок», «Городок ИТР», «Промплощадка», «Соцгородок». В 1938 году посёлку Сельцо был присвоен статус «рабочий посёлок». B 1939 году был сдан в эксплуатацию завод № 113, выпускавший артиллерийские снаряды.
22 июня 1941 года началась Великая Отечественная война. Уже на второй день войны в армию были мобилизованы все мужчины с 1905 по 1920 год рождения. Все работники железнодорожной станции были переведены на казарменное положение. В августе 1941 года началась эвакуация завода № 113. 16 августа 1941 года часть оборудования и рабочие со своими семьями были эвакуированы в город Копейск на завод № 114. С января 1942 по сентябрь 1943 года посёлок находился в оккупации. При отступлении поселок был сожжен фашистами. Сельцо и железнодорожная станция были освобождены 17 сентября 1943 года в результате успешного наступления 260-й стрелковой дивизии 11-й армии. В том же году началось восстановление завода № 113 (получил новый номер № 121). Производство боевой продукции было налажено в феврале 1944 года. В апреле 1944 года цех № 3 стал выпускать реактивные мины М-8. В мае в цехе № 1 было освоено производство тяжелых мин М-13 и М-31. В 1944 году были частично восстановлены четырёхэтажные дома, построены два барака для рабочих, отремонтировано здание Сельцовской средней школы. На месте пожарища появились первые дома.
Всего с фронтов Великой Отечественной войны не вернулись 267 человек. В 1945 году на заводе № 121 был открыт цех № 4 для производства продукции широкого потребления. В 1946 году открылась школа рабочей молодежи. В 1960-е годы были построены Дворец Культуры, Дом спорта и школа на 960 мест. В 1960-е годы была проложена шоссейная дорога Сельцо — Бежица, по которой регулярно стали ходить автобусы, и электрифицирована железная дорога Брянск — Жуковка
Указом Президиума Верховного Совета РСФСР от 06.08.1990 года № 120-1 рабочий поселок Сельцо Брянского района отнесен к категории городов областного подчинения
В ходе российского вторжения в Украину в начале 2025 года завод по производству взрывчатых веществ в городе был атакован дронами.

## Физико-географическая характеристика
Город расположен в пределах Придеснинской низменности, относящейся к Восточно-Европейской равнине, на левом берегу реки Десны (левый приток Днепра) на высоте 160 метр над уровнем моря. Рельеф местности равнинный. Город окружён лесами.
По автомобильной дороге расстояние до Брянска составляет 28 км (до центра города).
Город находится в зоне умеренно континентального климата с относительно холодной зимой и умеренно тёплым, а иногда и жарким, летом. Среднегодовая норма осадков — около 620 мм. Средняя температура самого холодного месяца (января) составляет примерно −7,5 ºС, самого теплого (июля) +19ºС, среднегодовая температура — около +6ºС. Зимой и осенью преобладают юго-западные ветры, весной и летом ветры восточных направлений.
В городе, как и на всей территории Брянской области, действует московское время.

## Население
| 1926    | 1939    | 1950    | 1959    | 1960    | 1970    | 1979    | 1989    | 1992    | 1998    |
| ------- | ------- | ------- | ------- | ------- | ------- | ------- | ------- | ------- | ------- |
| 600     | ↗8462   | ↘6200   | ↗12 086 | ↗12 400 | ↗17 582 | ↗20 236 | ↗20 762 | ↘20 500 | ↘19 900 |
| 1999    | 2000    | 2001    | 2002    | 2005    | 2006    | 2007    | 2008    | 2009    | 2010    |
| ↘19 700 | ↘19 500 | ↘19 300 | ↘19 140 | ↘18 600 | ↘18 400 | ↘18 200 | →18 200 | ↘18 073 | ↘17 934 |
| 2011    | 2012    | 2013    | 2014    | 2015    | 2016    | 2017    | 2018    | 2019    | 2020    |
| ↘17 882 | ↘17 718 | ↘17 416 | ↘17 140 | ↘16 957 | ↘16 759 | ↘16 664 | ↘16 554 | ↘16 532 | ↘16 368 |
| 2021    |         |         |         |         |         |         |         |         |         |
| ↘15 906 |         |         |         |         |         |         |         |         |         |

На 1 января 2025 года по численности населения город находился на 765-м месте из 1124 городов Российской Федерации.
Национальный состав
По итогам переписи населения 2020 года проживали следующие национальности (национальности менее 0,1 % и другое, см. в сноске к строке «Другие»):
| Национальность | Численность, чел. | Доля     |
| -------------- | ----------------- | -------- |
| Русские        | 13 838            | 87,00 %  |
| Украинцы       | 38                | 0,24 %   |
| Другие         | 2 030             | 12,76 %  |
| Итого          | 15 906            | 100,00 % |

## Экономика
В городе действуют Брянский химический завод, мясокомбинат «Тамошь», лесокомбинат, группа компаний «Минеральные воды».

## Природные ресурсы
- Лесные ресурсы — 1301 га,
- Минеральная вода.

## Памятные места
В городе и его окрестностях 14 памятников Великой Отечественной войны:
- Братская могила советских воинов (у церкви);
- Мемориальный комплекс с Вечным огнём;
- Памятник партизану А.П. Коршунову;
- Памятник летчикам;
- Братская могила танкистов 50-й армии;
- Памятник партизану Невдубскому;
- Памятник на могиле Лени Ватченко;
- Памятник Герою Советского Союза В.А. Лягину;
- Памятник партизанке Варе Васюковой;
- Памятник Олегу Кошевому;
- Памятник Неизвестному солдату;
- Памятник Валентину Дегтяреву;
- Памятник партизану С.И. Матвееву;
- Памятник Виктору Калашникову.

## Известные люди
- Лягин, Виктор Александрович (1908—1943) — советский разведчик, капитан, Герой Советского Союза (посмертно).
- Мейпариани, Вано Васильевич (1903—1975) — бывший директор Брянского химического завода, Герой Социалистического Труда.
- Федотенков, Александр Николаевич (род. 1959) — заместитель Главнокомандующего Военно-морским флотом Российской Федерации (с апреля 2013).
- Гопин, Валерий Павлович (род. 1964) — советский, российский гандболист, двукратный олимпийский чемпион.